# Communauté maritime des Îles-de-la-Madeleine
La communauté maritime des Îles-de-la-Madeleine est une agglomération du Québec et une municipalité régionale de comté géographique dans la région de Gaspésie–Îles-de-la-Madeleine (Québec,Canada). Elle a été créée le 1er janvier 2006, à la suite de la défusion de la municipalité de Grosse-Île de celle de Les Îles-de-la-Madeleine. 

## Géographie

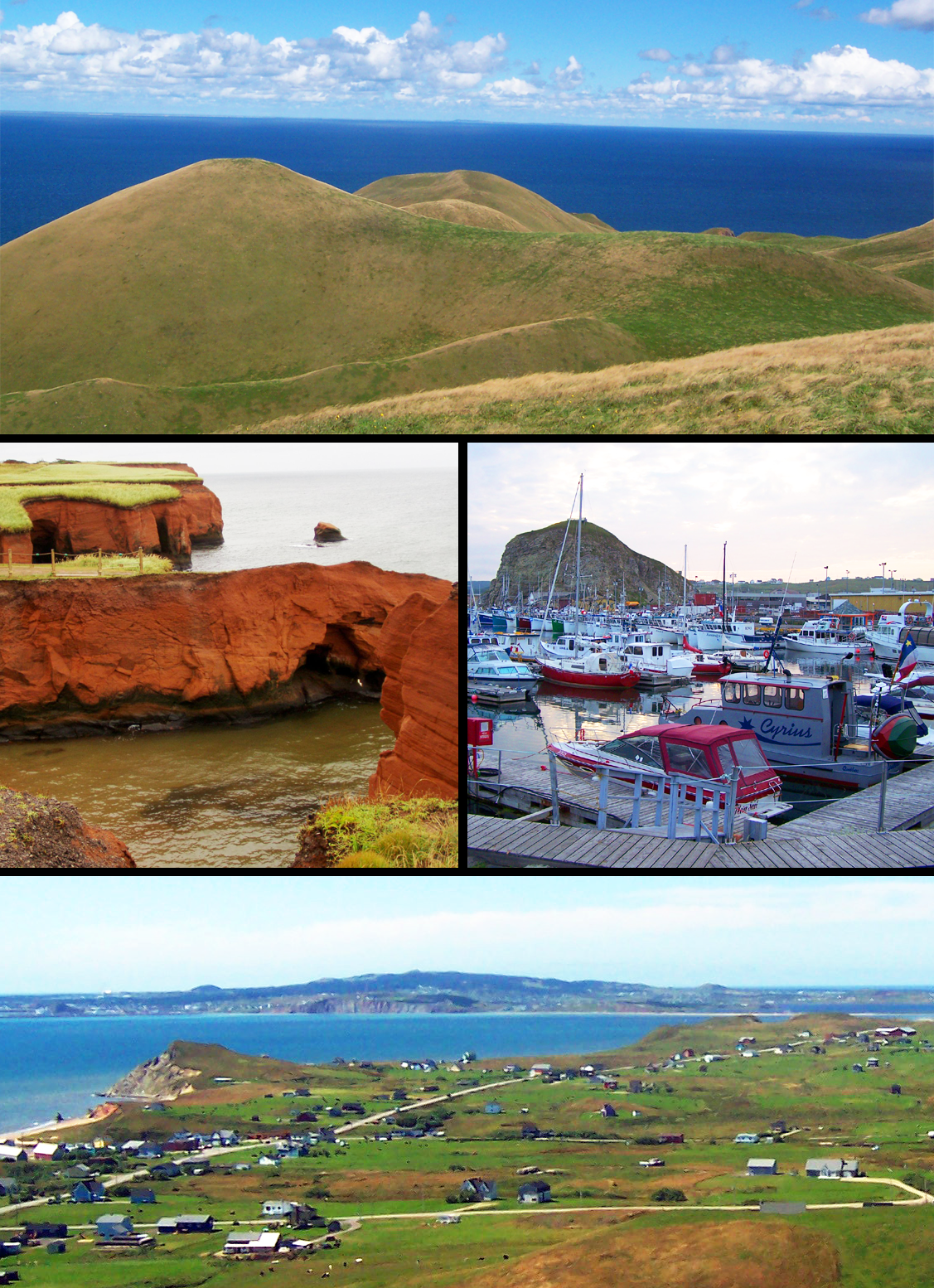
Les Îles-de-la-Madeleine

### Entités territoriales
La Communauté maritime des Îles-de-la-Madeleine est constituée de deux municipalités locales.
| Nom                      | Statut       | Population 2021 | Superficie (km2) | Densité (h/km2) | Ref. |
| ------------------------ | ------------ | --------------- | ---------------- | --------------- | ---- |
| Grosse-Île               | Municipalité | 464             | 96,6             | 4,8             |      |
| Les Îles-de-la-Madeleine | Municipalité | 12 190          | 33 704           | 0,36            |      |
| Total                    | Total        | 12 475          | 187,33           | 66,59           |      |

## Histoire
Le 10 juin 2016, l'agglomération des Îles-de-la-Madeleine change son titre pour celui de communauté maritime pour refléter son caractère maritime,.

## Administration
| Période                                  | Période  | Identité          | Étiquette                      | Qualité    |
| ---------------------------------------- | -------- | ----------------- | ------------------------------ | ---------- |
| 2006                                     | 2013     | Joël Arseneau     | Maire des Îles-de-la-Madeleine | Enseignant |
| 2013                                     | En cours | Jonathan Lapierre | Maire des Îles-de-la-Madeleine |            |
| Les données manquantes sont à compléter. |          |                   |                                |            |